# 沼田武
沼田 武（ぬまた たけし、1922年12月21日 - 2011年11月26日）は、日本の政治家。千葉県知事（5期）。位階は従三位。

## 来歴
千葉県千葉市生まれ。旧制千葉中学校、旧制浦和高等学校（現 埼玉大学）、東京帝国大学文学部社会学科卒業。1946年、千葉県庁に入庁した。また県職員のかたわら、1953年から約10年間、千葉大学文理学部講師を務めた。商工労働部長、農林部長、総務部長を経て、1975年、川上紀一知事の下で副知事に就任。オリエンタルランドと協力し、東京ディズニーランドの建設に当たって、融資を受けるべく金融機関に直談判するなど、開園に尽力した。
1981年、政治とカネの問題（川上五千万円念書事件）により辞任に追い込まれた川上の後任を選出する千葉県知事選挙に自由民主党の支援を受けて無所属で立候補し、初当選を果たした。この知事選では、投票総数の約半数を獲得して圧勝したが、投票率は都道府県の知事選挙では過去最低の25.4%であった（この記録は、2011年の埼玉県知事選挙における投票率 (24.9%) によって更新されるまで過去最低の数値であった）。以後5期20年にわたり千葉県知事を務める。在任中は、幕張新都心計画を推進し、新東京国際空港（現：成田国際空港）の平行滑走路建設に尽力した（成田空港問題）。一方、恩寵園事件では虐待を訴える児童らの知事宛の手紙に対し、加害者の園長宛に「明るく豊かな千葉県を作るためにお力添えいただき厚くお礼申し上げます。皆さんも健康に気をつけて頑張って下さい。」と返信したのみであったことで話題となった。
2001年、高齢を理由に知事選への不出馬を表明し、千葉県知事を退任。2002年、勲一等瑞宝章受章。
2011年11月26日、肺炎のため死去。88歳没。没日付をもって従三位に叙せられた。

## 親族
- 父・沼田亀之介 - 茨城県出身。東京高等師範学校理科卒の教師[6]。1937年に千葉高等女学校校長に就任したが、戦災により妻と4人の子を残して死去[7][6]。
- 母・沼田多美（1887－1983） - 茨城県出身。茨城県女子師範学校卒。戦後、千葉県連合婦人会、千葉市文化婦人会、千葉県未亡人会（現・千葉県母子寡婦福祉連合会[8]）を結成して各会の初代会長となったほか、全国未亡人団体協議会理事、千葉県母子福祉連合会会長を務め、千葉市内に母子福祉会館を設立した。[7]
- 兄 - 沼田眞（植物学者、千葉大学理学部生物学科教授、日本自然保護協会理事長・千葉県立中央博物館初代館長）